# Wilczełyko
Wilczełyko – debiutancki album polskiego muzyka alternatywnego, Skubasa. Za kompozycje, śpiew i produkcję muzyczną odpowiedzialny jest sam artysta. Miksowanie i mastering zostały wykonane przez Smolika. Na płycie pojawiają się goście jak: Emade, Wojtek Sobura, Julia Iwańska i Kev Fox. Album został wydany 11 września 2012 przez wytwórnię Kayax. Pochodzą z niego dwa single: „Linoskoczek” i „Nie pytaj”. Z płytą związane są 2 nominacje dla Skubasa do Fryderyków 2013 za Debiut Roku i piosenkę „Linoskoczek” jako Utwór Roku. Twórcą okładki płyty jest Przemek „Sainer” Blejzyk, przedstawiciel street-artu.

## Lista utworów
| 1.  | „Nie pytaj”                                 | 4:49  |
|     |                                             |       |
| 2.  | „Więcej nieba”                              | 3:28  |
|     |                                             |       |
| 3.  | „Wilczełyko”                                | 3:40  |
|     |                                             |       |
| 4.  | „Mgła”                                      | 3:23  |
|     |                                             |       |
| 5.  | „Linoskoczek”                               | 5:04  |
|     |                                             |       |
| 6.  | „Over the Rising Hills”                     | 4:36  |
|     |                                             |       |
| 7.  | „Idzie szarość” feat. Julia I.              | 4:16  |
|     |                                             |       |
| 8.  | „Prawie jak Kurt”                           | 4:55  |
|     |                                             |       |
| 9.  | „Rain Down”                                 | 3:38  |
|     |                                             |       |
| 10. | „W.C.A.”                                    | 3:52  |
|     |                                             |       |
| 11. | „Eyes of Vanity”                            | 4:52  |
|     |                                             |       |
| 12. | „Rain Song” feat. Kev Fox (utwór dodatkowy) | 4:10  |
|     |                                             |       |
|     |                                             | 50:43 |
|     |                                             |       |